# Historiografia sobre a Guerra do Paraguai
A Historiografia da Guerra do Paraguai sofreu mudanças profundas desde o desencadeamento do conflito. Durante e após a guerra, a historiografia dos países envolvidos, para muitos, limitou-se a explicar suas causas como devida apenas à ambição expansionista e desmedida de Solano López.
Entretanto, desde o início da guerra houve forte movimento apontando o conflito como responsabilidade do Império do Brasil e da da Argentina Mitrista. Nesta leitura, descaram-se intelectuais federalistas argentinos e uruguaios, como Juan Bautista Alberdi.  No Uruguai, destacou-se a crítica de Luis Alberto de Herrera. Esta literatura foi comumente - e segue sendo - desconhecida no Brasil.
No Paraguai, foi também precoce e muito forte a resposta à historiografia de cunho liberal, que retomava as teses aliancistas sobre a guerra do Paraguai. Esta literatura se inseriu em contexto revisionista mais amplo sobre a história do país, com destaque para a valorização da ação do doutor José Gaspar de Francia como fundador do Paraguai independente. Entre os principais historiadores revisionistas destacam-se Cecílio Baez (1862-1941); Manuel Domínguez (1868-1935);  Blas Garay (1873-1899) e, finalmente, Juan E. Leary (1879-1969), considerado como o iniciador da historiografia "lopizta positiva", ou seja, que explicava positivamente a guerra a partir da ação verdadeiramente prometeica de Francisco Solano López. Também essa literatura foi e segue sendo fortemente ignorada no Brasil. Ela jamais abraçou a tese da Inglaterra como responsável pelo conflito.
Nos anos 1950, na Argentina, surgiu importante literatura de influência marxista, populista e americanista revisionista sobre a guerra do Paraguai, com destaque para autores como José María Rosa; Enrique Rivera e Milcíades Peña; Adolfo Saldías, Raúl Scalabrini Ortiz, também pouco estudada e raramente referida no Brasil.
Não poucos entre esses autores negaramu radicalmente a tese da culpa inglesa no conflito, responsabilizando o Império e a Argentina mitrista, como no caso de Milcíades Peña e Enrique Rivera, em seu trabalho clássico. Milcíades Peña seria explícito: "“Ni la monarquía coronada brasileña ni la oligarquía mitrista hicieron la guerra del Paraguay por encargo de Inglaterra, [...].”  Paradoxalmente, também essa historiografia mantém-se desconhecida no Brasil. Atualmente, há esforço de leitura do conflito que supera as mitologias o lopizmo positivo e negativo.
Há uma intepretação que propõe, sem conhecer a historiografia assinalada, que, a partir dos anos 1960, uma segunda corrente historiográfica, mais comprometida com a luta ideológica contemporânea desta década entre o capitalismo e o comunismo, e direita e esquerda, apresentou a versão de que o conflito bélico teria sido motivado pelos interesses do Império Britânico que buscava a qualquer custo impedir a ascensão de uma nação latino-americana poderosa militarmente e econômica.  A partir dos anos 1980, novos estudos propuseram razões diferentes, revelando que as causas se deveram aos processos de construção dos Estados nacionais dos países envolvidos.

## Historiografia tradicional (1864-1870)

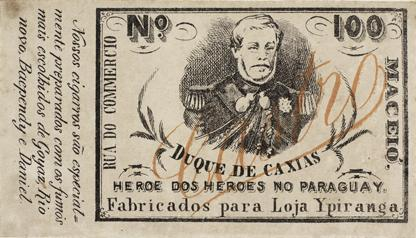
Efígie do Duque de Caxias em rótulo de cigarro, homenageando sua participação na Guerra do Paraguai. Caxias é referido como "herói dos heróis no Paraguai".

A historiografia tradicional, também chamada de Oficial e Ufanista, surgiu imediatamente após o conflito e perdurou até o final da década de 1960. Tratava-se de uma visão simplista e exagerada das causas da Guerra do Paraguai que teria ocorrido graças às ambições infinitas de um supostamente megalomaníaco e sanguinário Solano López que tinha por intenção criar o "Paraguai Maior" através da conquista de territórios dos países vizinhos. A reação dos Aliados teria ocorrido então numa tentativa desesperada de fazer prevalecer a "civilização" de países constitucionais e democráticos contra a "barbárie tirânica" do Paraguai governado por López.
Sua grande duração foi justificada pela obstinação de Pedro II de ver López derrotado por desprezá-lo ao considerá-lo mais um caudilho latino-americano e consequentemente, seria necessário lavar a honra do Brasil. Também se alegou que a irritação do Imperador teria ocorrido após uma proposta de López para casar-se com a princesa Isabel, mas isto nunca ocorreu e trata-se de uma invenção posterior de um autor norte-americano. Mais tarde, surgiria o culto oficial dos heróis da guerra tais como o Duque de Caxias, Tamandaré, Osório e Mitre. Enquanto que no Paraguai, do fim da guerra até meados da década de 1930, López era visto também como um megalomaníaco que destruiu o país numa guerra desnecessária e fútil.
Era a opinião, por exemplo, de Gustavo Barroso:
| “ | Os documentos provam à saciedade que a Guerra do Paraguai não nasceu de nenhuma das causas que até aqui lhe foram atribuídas, nem do perigo de ser o Paraguai absorvido pelo Brasil, nem do interesse paraguaio na defesa do Uruguai invadido pelo Império, nem de sua obrigação em manter o equilíbrio do Prata, nem ainda da mentirosa e ridícula fábula dum casamento projetado pelo déspota com uma filha de D. Pedro II. Ela veio em linha reta do pensamento secreto de Solano López. Êle a premeditou, como está provado, o que absolve de qualquer culpa o Império Brasileiro. Ou êle queria com a guerra dar asas à sua mórbida vaidade e descomunal ambição ou pretendia, à custa de seus vizinhos, alargar o domínio territorial de sua pátria, levando-o até o oceano. Nesse caso, seu pensamento correspondia ao desejo recôndito da nação. Se assim não foi, nem essa justificativa resta à memória de El Supremo, como autor da horrível tragédia. | ” |

De forma parecida, discorre Walter Spalding:
| “ | Mas, no Paraguai, após a guerra da independencia, o povo daquela grande terra caiu nas mãos tirânicas de senhores feudais, como Francia e os dois Solano López. E o resultado foi a transformação do povo livre, honesto e trabalhador, em um bando humilde de fanáticos, ou, mesmo, janízaros de suas pretensões estultas, loucas, descabidas, como as de dona Carlota Joaquina tentando transformar o Prata ou o próprio Paraguai em sucursal da coroa de Espanha ou numa nova-Espanha para goso e gaudio dela e de seu decaído irmão. Daí a guerra a que foi arrastado esse grande e heroico povo que deu mostras de seu valor e de seu entranhado patriotismo, mesmo por parte daqueles que protestaram contra a insolita agressão de que fomos vitimas — o Brasil, a Argentina e o Uruguai, — nos tragicos dias de fins de 64, principios de 65. Há muito vinha Solano López preparando a guerra. Esperava, apenas, uma oportunidade. | ” |

## Historiografia revisionista (1968-1990)
A chamada historiografia revisionista surgiu no final da década de 1960 e ganhou força durante a década de 1970-80. As origens remotas da mesma perduram do final do período monárquico do Brasil, quando os republicanos e militares insatisfeitos influenciados pelo Positivismo (como Benjamim Constant) realizaram ataques e críticas quanto a participação brasileira no conflito. Havia por detrás de tais acusações uma ideologia em comum entre os republicanos brasileiros, assim como argentinos e uruguaios, que tinham por objetivo desacreditar o regime monárquico ao considerá-lo o único culpado pelo desencadeamento da Guerra do Paraguai e das atrocidades cometidas. Enquanto a partir da década de 1920, uma nova visão sobre a guerra surgiu no Paraguai graças aos esforços dos ditadores que buscavam uma legitimidade para seus governos autoritários ao apresentar um modelo anterior representados por Francia, Carlos López e Solano López.
O revisionismo histórico da Guerra do Paraguai recebeu impulso de fato em 1968 a publicação da obra "A Guerra do Paraguai – Grande negócio!" do escritor Leon Pomer onde alegou que a guerra ocorreu por interesse único da Grã-Bretanha (posteriormente, reconheceu não ter sido a Grã-Bretanha que "desencadeou" a guerra). Na obra, em tantas outras publicadas no período, o Paraguai é apresentado como um país socialista e igualitário, além de extremamente moderno, rico e poderoso. Seu governante, Solano López, seria uma espécie de líder visionário, antiimperialista e socialista que buscava tornar seu país livre das influências imperialistas estrangeiras. A Grã-Bretanha, supostamente receosa deste modelo autônomo e temendo que pudesse vir a servir de exemplo para os países vizinhos, tratou de ordenar que o Brasil, Argentina e Uruguai, simples "marionetes", destruíssem o Paraguai, exterminando praticamente toda a população paraguaia conseqüentemente.

Defendendo a versão revisionista, discorre Júlio José Chiavenato:
| “ | No seu processo de dominação, nunca o imperialismo inglês foi tão sutil na forma e tão contundente no conteúdo, como na condução dessa guerra. Com ela a Inglaterra inaugura um novo tipo de domínio: deixa as intervenções armadas diretas com suas tropas e financia governos corruptos para atingir seus fins. A guerra basicamente delineia-se já em 1850 quando o Paraguai começa a desenvolver uma forte economia autônoma. O então presidente Carlos Antonio López, incapaz de antever a evolução das relações internacionais, governa o país como se lhe bastasse o fortalecimento da sua economia. E cai na cilada que destrói o Paraguai: quanto mais forte e organizado internamente, mais fraco externamente se torna um país em desenvolvimento que enfrenta uma grande potência. O Paraguai acaba enfrentando em 1864, no governo de Francisco Solano López, um processo que provoca o confronto de igual para igual de forças desiguais: de um Estado emergente e livre contra uma potência mundial superdesenvolvida, utilizando seus satélites econômicos como braço armado. | ” |

Em sentido semelhante, o historiador Eric Hobsbawm defende que:
| “ | A Guerra do Paraguai pode ser vista como parte da integração da bacia do Prata na economia mundial da Inglaterra: Argentina, Uruguai e Brasil, com suas faces e economias voltadas para o Atlântico, forçaram o Paraguai a perder a auto-suficiência, conseguida na única área na América Latina onde os índios resistiram ao estabelecimento de brancos de forma eficaz, graças talvez à original dominação jesuítica. | ” |

Tal visão, hoje considerada simplista e sem embasamento empírico, tornou-se difundida a partir da década de 1960 por diferentes escolas de historiadores, das mais diversas nacionalidades e vertentes.
Entre os ligados à esquerda marxista, havia o interesse em transformar o Paraguai de Solano López numa espécie de precursor do regime comunista de Cuba. Conforme o revisionismo adotado por esses historiadores, Solano López pretendia implementar no Paraguai um regime nacionalista autônomo, oposto ao grande império de sua época, no caso a Grã-Bretanha, de maneira análoga à oposição feita por Cuba aos EUA após a ascensão de Fidel Castro. Também havia a intenção, por parte desses historiadores, de prejudicar a imagem dos heróis da guerra cultuados pelos regimes ditatoriais militares de então que os perseguiam.
Entretanto, os marxistas não foram os únicos a encamparem tal interpretação. O reforço do suposto heroísmo de Solano López serviu também àqueles ligados à direita nacionalista. Dentre esses últimos, destaca-se o próprio ditador Alfredo Stroessner, que chegou a patrocinar a filmagem do épico "Cerro Corá", com o objetivo de reforçar a imagem de Francisco Solano López como mártir paraguaio.
Essa visão revisionista, que ainda é ensinada na maior parte das escolas dos países latino-americanos, carece de qualquer tipo de provas concretas, dados ou evidências empíricas.
Contudo, os efeitos da visão historiográfica revisionista do conflito foram impactantes, pois diversas gerações de latino-americanos (principalmente brasileiros, argentinos e uruguaios) vieram a observar seu passado de uma forma pessimista e a desprezarem os vultos históricos de seus países. Tais efeitos foram sentidos sobretudo no Paraguai, onde, conforme anteriormente ressaltado, a versão revisionista foi assumida como doutrina oficial de Estado, ainda mais depois da transformação de Solano López em herói sem defeitos. O historiador Francisco Doratioto esclarece o tema:
| “ | Culpar a Grã-Bretanha pelo início do conflito satisfaz, nas décadas de 1960 a 1980, a distintos interesses políticos. Para alguns, tratava-se de mostrar a possibilidade de construir na América Latina um modelo de desenvolvimento econômico não dependente, apontando como um precedente o Estado paraguaio dos López. Acabaram, por negar essa possibilidade, na medida em que apresentaram a potência central - a Grã-Bretanha - como onipotente, capaz de impor e dispor de países periféricos, de modo a destruir qualquer tentativa de não-dependência. Como resultado, o leitor desavisado, ou os estudantes que aprenderam por essa cartilha, podem ter concluído que a história de nosso continente não se faz ou não se pode fazer aqui, pois os países centrais tudo decidem inapelavelmente. Os latino-americanos, nessa perspectiva, deixam de ser o sujeito de sua própria história, ou, de outro modo, vêem negado seu potencial de serem tais sujeitos. | ” |

## Historiografia moderna (1990-)

Disputas territoriais na região platina (1864).

Em 1990, o historiador Ricardo Salles publicou a obra Guerra do Paraguai: Escravidão e Cidadania na Formação do Exército onde apresentou uma análise sobre a historiografia tradicional e revisionista: "Se os estudos tradicionais sobre a guerra pecam por um excesso de oficialismo e factualismo, por sua vez, as versões revisionistas da história do conflito tendem a simplificações nem sempre embasadas em investigações mais profundas". Esta obra foi uma das primeiras de uma nova geração de historiadores que buscavam analisar a Guerra do Paraguai.
Os estudos realizados por estes profissionais revelaram que as causas do conflito não foram em razão de influência externa ou por uma pura e simples ambição de um único homem. Mas sim, uma série de fatores relacionados a formação como Estados-nações dos países participantes e dos processos geopolíticos e econômicos da região, resultante de heranças históricas, políticas e geográficas de duas culturas diferentes: portuguesa e espanhola. O historiador Francisco Doratioto apresenta de maneira concisa esta nova visão sobre as causas do conflito:
| “ | A Guerra do Paraguai foi fruto das contradições platinas, tendo como razão última a consolidação dos Estados nacionais na região. Essas contradições se cristalizaram em torno da Guerra Civil uruguaia, iniciada com o apoio do governo argentino aos sublevados, na qual o Brasil interveio e o Paraguai também. Contudo, isso não significa que o conflito fosse a única saída para o difícil quadro regional. A guerra era umas das opções possíveis, que acabou por se concretizar, uma vez que interessava a todos os Estados envolvidos. Seus governantes, tendo por bases informações parciais ou falsas do contexto platino e do inimigo em potencial, anteviram um conflito rápido, no qual seus objetivos seriam alcançados com o menor custo possível. Aqui não há ‘bandidos’ ou ‘mocinhos’, como quer o revisionismo infantil, mas sim interesses. A guerra era vista por diferentes ópticas: para Solano López era a oportunidade de colocar seu país como potência regional e ter acesso ao mar pelo porto de Montevidéu, graças a aliança com os blancos uruguaios e os federalistas argentinos, representados por Urquiza; para Bartolomeu Mitre era a forma de consolidar o Estado centralizado argentino, eliminando os apoios externos aos federalistas, proporcionando pelos blancos e por Solano López; para os blancos, o apoio militar paraguaio contra argentinos e brasileiros viabilizaria impedir que seus dois vizinhos continuassem a intervir no Uruguai; para o Império, a guerra contra o Paraguai não era esperada, nem desejada, mas, iniciada, pensou-se que a vitória brasileira seria rápida e poria fim ao litígio fronteiriço entre os dois países e às ameaças à livre navegação, e permitira depor Solano López. | ” |

| “ | Dos erros de análise dos homens de Estado envolvidos nesses acontecimentos, o que maior conseqüência teve foi o de Solano López, pois seu país viu-se arrasado materialmente no final da guerra. E, recorde-se, foi ele o agressor, ao iniciar a guerra contra o Brasil e, em seguida, com a Argentina." | ” |

Esta última corrente historiográfica é a que está sendo levada em conta pelos livros e obras mais recentes que tratam do assunto. Tal fato é proveniente do fato de que ao contrário das duas correntes anteriores não se trata de um estudo baseado somente em ideologias ou patriotismo, mas de um trabalho científico.

### Historiografia tradicional
- BARROSO, Gustavo. A Premeditação da Guerra do Paraguai. In: _______. Nos Bastidores da História do Brasil. São Paulo: Melhoramentos, 1955, p. 171-175;
- CALMON, Pedro. História da Civilização Brasileira. Brasília: Senado Federal, 2002;
- HERMIDA, Antônio José Borges. História do Brasil para a Primeira Série Ginasial. São Paulo: Companhia Editorial Nacional, 1959;
- LIMA, Oliveira. O Império Brasileiro. São Paulo: Itatiaia, 1989;
- SPALDING, Walter. A invasão paraguaia no Brasil. São Paulo: Editora Nacional, 1940;
- VIANNA, Hélio. História do Brasil. 15ª ed. São Paulo: Melhoramentos, 1994.

### Historiografia revisionista
- AMAYO, Enrique. A Guerra do Paraguai em perspectiva histórica. Estudos Avançados,  São Paulo ,  v. 9, n. 24, p. 255-268,  ago.  1995;
- _______. Guerras imperiais na América Latina: A Guerra do Paraguai em perspectiva histórica. In: BETHELL, Leslie et al. Guerra do Paraguai: 30 anos depois. Rio de Janeiro: Relume-Dumará, 1995, pp. 151-164;
- AQUINO, Rubim Santos Leão de; LEMOS, Nivaldo Jesus Freitas de; LOPES, Oscar Guilherme Pahl Campos. História das sociedades americanas. 7ª ed. Rio de Janeiro: Record, 2000;
- CANCOGNI, Manlio; BORIS, Ivan. Solano López: O Napoleão do Prata. Rio de Janeiro: Civilização Brasileira, 1975;
- CANESE, Ricardo. EL MAYOR GENOCIDIO LATINOAMERICANO. [Entrevista concedida a] Pablo Bohorquez. [S.l.: s.n.], 2021. 1 vídeo (48 min). Publicado pelo canal Palabras Mayores. Acesso em: 08 dez. 2021;
- CHIAVENATO, Júlio José. Genocídio Americano: A Guerra do Paraguai. São Paulo: Círculo do Livro, 1988;
- _______. A Guerra contra o Paraguai. São Paulo: Editora Brasiliense, 1990;
- GALEANO, Eduardo. As Veias Abertas da América Latina. Porto Alegre: L&PM, 2012;
- _______. La Guerra de la Triple Alianza contra Paraguay aniquiló la única experiencia exitosa de desarrollo independiente. Cronicón, 11. jun. 2019;
- HOBSBAWM, Eric J. A Era do Capital, 1848-1875. Rio de Janeiro: Paz e Terra, 1996;
- PEÑALBA, José Alfredo Fornos. The fourth Ally: Great Britain and the war of the Triple Alliance. Tese (Doutorado) – Universidade da Califórnia, 1979;
- _______. Draft Dodgers, War Resisters and Turbulent Gauchos: The War of the Triple Alliance against Paraguay. The Americas, Philadelphia, v. 38, n. 4, p. 463-479, abr. 1982;
- POMER, León. Paraguai: Nossa guerra contra esse soldado. 7ª ed. São Paulo: Global, 2001;
- _______. A Guerra contra o Paraguai e a formação do Estado na Argentina. In: BETHELL, Leslie et al. Guerra do Paraguai: 30 anos depois. Rio de Janeiro: Relume-Dumará, 1995, pp. 113-120;
- LOPEZ, Luiz Roberto. História da América Latina. 2ª ed. Porto Alegre: Mercado Aberto, 1989;
- MELLID, Atilio García. Proceso a la falsificadores de la historia del Paraguay. Tomos I e II. Buenos Aires: Editorial Theoria, 1963;

- SILVA, Francisco de Assis. História do Brasil: colônia, império, república. São Paulo: Moderna, 1992;
- TEIXEIRA, Francisco M. P. História concisa do Brasil. 2ª ed. São Paulo: Global, 2000;
- VALENZUELA, Rodolfo Báez. El mariscal Francisco Solano López, artífice de la unificación Argentina: (antecedentes y hechos concomitantes del Pacto de San José de Flores y la Unión Nacional del 11 de noviembre de 1859). Asunción: Editorial Arandurã, 2017;
- VICENTINO, Cláudio; DORIGO, Gianpaolo. História do Brasil. São Paulo: Scipione, 1997;
- _______; _______. História para o ensino médio: história geral e do Brasil: volume único. São Paulo: Scipione, 2001 (Série Parâmetros).

### Historiografia moderna
- BARMAN, Roderick. Citizen Emperor: Pedro II and the making of Brazil, 1825-91. Universidade de Stanford, 1999;
- BETHELL, Leslie. O imperialismo britânico e a Guerra do Paraguai. Estudos Avançados,  São Paulo ,  v. 9, n. 24, p. 269-285,  ago.  1995;
- _______. The Paraguayan War (1864–1870). Londres: Inst. of Latin American Studies, 1996;
- _______. The Paraguayan War (1864–70). In: _______. Brazil: Essays on History and Politics. Londres: Inst. of Latin American Studies, 2018, p. 93-112;
- BOX, Pelham Horton. The Origins of the Paraguayan War. Tese (Doutorado) – University of Illinois, 1927;
- _______. Los orígenes de la guerra del Paraguay contra la triple alianza. Assuncion: La Colmena, 1936;
- DORATIOTO, Francisco. A Guerra do Paraguai: 2ª visão. São Paulo: Editora Brasiliense, 1991;
- _______. Maldita guerra. São Paulo: Companhia das Letras, 2002;
- KOSHIBA, Luiz; PEREIRA, Denise Manzi Frayze. História do Brasil no contexto da história ocidental. 8ª ed. São Paulo: Atual, 2003;
- MAESTRI, Mário. A guerra no papel: história e historiografia da Guerra no Paraguai (1844-1870). Porto Alegre : LCM Editora ; Passo Fundo, PPGH UPF, 2013;
- MENEZES, Alfredo da Mota. Guerra do Paraguai: como construímos o conflito. São Paulo: Contexto; Cuiabá: Editora da Universidade Federal de Mato Grosso, 1998;
- _______. A Guerra é nossa: a Inglaterra não provocou a Guerra do Paraguai. São Paulo: Contexto, 2012;
- _______. Invenção sobre a Guerra do Paraguai. Midia News, Cuiabá, 7 out. 2021;
- PEDROSA, J. F. Maya.A Catástrofe dos Erros. Rio de Janeiro: Biblioteca do Exército, 2004;
- SALLES, Ricardo. Guerra do Paraguai: escravidão e cidadania na formação do exército. Rio de Janeiro: Paz e Terra, 1990;
- _______. Guerra do Paraguai - memórias e imagens. Editora Miguel de Cervantes, 2003;
- SILVEIRA, Mauro César. A Adesão fatal: A participação portuguesa na Guerra do Paraguai. Porto Alegre: EdPuc, 2003;
- SILVEIRA, Mauro César. A batalha de papel: a charge como arma de guerra contra o Paraguai. 2 ed. Santa Catarina: EdUFSC, 2009;
- SCHWARCZ, Lilia Moritz. As Barbas do Imperador: D. Pedro II, um monarca nos trópicos. 2. ed. São Paulo: Companhia das Letras, 2002;
- VAINFAS, Ronaldo. Dicionário do Brasil Imperial. Rio de Janeiro: Objetiva, 2002.